# V. Knut dán király
V. Knut (dánul: Knud V Magnussen) (kb. 1129 – 1157. augusztus 9.) Dánia királya. Párhuzamosan uralkodott III. Svenddel és I. Valdemárral.

## Élete
Knut 1129 körül született, apja I. Magnus svéd király volt, nagyapja pedig Niels dán uralkodó. III. Erik király 1146-os lemondása után a jütlandi nemesek Knutot kiáltották ki Dánia királyává, míg az ország nyugati része III. Svendet választotta meg.
Az ezután következő trónviszályban a két király hiábavalóan próbálta a másikat kiszorítani az országból. 1147-ben a két ellenfél fegyverszünetet kötött és közösen indultak a vendek elleni keresztes hadjáratra, de a kölcsönös bizalmatlanság miatt hamarosan újra fellángolt közöttük a harc. 1150-ben Svend és unokatestvére, Valdemár legyőzte Knutot Jütlandon, aki apósához, I. Sverker svéd királyhoz menekült. Knut többször is sikertelenül próbált visszatérni, végül a német-római császárhoz, előbb III. Konrádhoz, majd annak halála után Barbarossa Frigyeshez fordult jogai érvényesítéséért. A császár egy kompromisszumos megoldással III. Svendet elsődleges uralkodóként határozta meg, de Knut is jelentős jogokat és területeket kapott volna. Svend elfogadta a megállapodást, de a gyakorlatban Knut csak jelentéktelen területek fölött rendelkezhetett.
Knut ezután szövetséget kötött Sverker királlyal és Valdemárral, aki eljegyezte Zsófiát, Knut féltestvérét. 1154-ben sikeresen elűzték Svendet, aki Németországba menekült. Knut és Valdemár közösen uralkodott. 1157-ben Svend német csapatokkal visszatért, és a dán nemesek nyomására, akiknek elege volt már a polgárháborúból, újabb kompromisszumot dolgoztak ki. Az országot három részre osztották, és mindhárom király kapott egy területet. Knut így Sjælland uralkodója lett. Az egyezséget 1157. augusztus 9-én Roskildében egy lakomával pecsételték meg, melynek során Svend megpróbálta meggyilkoltatni vetélytársait. Valdemár elmenekült, de Knutot Svend harcosai megölték.

## Családja
Halála előtt egy évvel Knut feleségül vette Helenát, a svéd király lányát. Gyermekük nem született, de Knutnak több házasságon kívüli gyereke volt:
- Aarhusi Szent Niels, szerzetesként élt, de hivatalosan nem avattál szentté (†1180)
- Knut
- Valdemár, schleswigi püspök és brémai érsek
- Brigitte (vagy Jutta), feleségül ment Bernhard anhalti grófhoz
- Hildegard, feleségül ment I. Jaromar rügeni herceghez
- Ingerd, feleségül ment II. Kazimirhoz, Pomeránia hercegéhez

## Fordítás
- Ez a szócikk részben vagy egészben  a   Canute V of Denmark című angol Wikipédia-szócikk ezen változatának fordításán alapul.  Az eredeti cikk szerkesztőit annak laptörténete sorolja fel. Ez a jelzés csupán a megfogalmazás eredetét és a szerzői jogokat jelzi, nem szolgál a cikkben szereplő információk forrásmegjelöléseként.

| Előző uralkodó: III. Erik | Dánia királya 1146 – 1157 | Következő uralkodó: I. Valdemár |